# جون توبياس
جون توبياس (بالإنجليزية: John Tobias)‏، ولد في 24 أغسطس 1969 في شيكاغو في الولايات المتحدة، وهو مصمم ألعاب فيديو أمريكي، إشتهر بتصميمه لسلسلة ألعاب القتال الشهيرة مورتال كومبات التي لاقت شهرة عالمية كبيرة حتى الآن.

## وصلات خارجية
- جون توبياس على موقع IMDb (الإنجليزية)
- جون توبياس على موقع قاعدة بيانات الفيلم (الإنجليزية)